# ماسة روح الوردة
ماسة روح الوردة، هي ماسة وردية وزنها 14.83 قيراط عثرت عليها وصقلتها شركة ألروسا الروسية وكان من المتوقع أن تكون أغلى ماسة في العالم عندما بدأ عرضها للبيع في 2018.

## التسمية
سُميت الماسة على اسم رقصة بالية تحمل نفس الأسم Le Spectre de la rose . ولهذا البالية خلفية رومانسية، فهو مبني على قصيدة للشاعر الفرنسي تيوفيل كوتييه عن فتاة كانت تحلم بالرقص مع روح وردة أهديت إليها في أول حفل راقص تحضره. الباليه عرضته فرقة الباليه الروسي لأول مرة عام 1911، وزار حواضر الباليه في العالم، ومنها متروبوليتان أوبرا في مدينة نيويورك ولندن كوليسيوم، والمسرح الملكي الدنماركي، ومسرح مارينسكي ومسرح بولشوي. وكان فاسلاف نيجينسكي بطلاً للعرض.

## تاريخ الماسة
الماسة بيضاوية الشكل تم اعتمادها من قبل المعهد الأمريكي للأحجار الكريمة كماسة قرمزية-وردية نقية، جيدة الصقل وذات تماثل جيد للغاية، وتخطط شركة ألروسا لبيعها في نوفمبر 2019. 
في 2017، كانت ألروسا قد عثرت على الحجر الخام الذي يبلغ وزنه حوالي 27.85 قيراط في مناجمها الغرينية في منجم إبلياخ (بالإنجليزية: Ebelyakh)‏، في جمهورية ساخا، في شمال الشرق الأقصى الروسي. وأطلقت عليه اسم نيجينسكي، على اسم راقص الباليه فاسيلاف نيجينسكي، استغرقت عملية التحضير والصقل عاماً كاملاً، في مصنع الصقل التابع للشركة في موسكو.
الألماس الملون، الذي تشكله الشوائب مثل البورون أو النيتروجين، هو الأغلى والأندر، حيث تكون الأحجار الوردية والحمراء الأعلى سعراً. ووفقاً لإدن راتشيموڤ، رئيس مؤسسة أبحاث فانسي كلر، فقد تكون روح الوردة أغلى الماسات الوردية على الإطلاق. ويتراوح تقديره الأولي لسعرها بين 60 و65 مليون دولار.
وتـُعرض الماسة في مدينة نيويورك طوال الأسبوع الثالث من شهر أغسطس 2019.